# Elekcja 1573
Elekcja w 1573, pierwsza wolna elekcja – wybór nowego monarchy Rzeczypospolitej Obojga Narodów po śmierci ostatniego króla z dynastii Jagiellonów, Zygmunta II Augusta, 7 lipca 1572 roku. 
Sejm elekcyjny, na którym dokonano wyboru Henryka Walezego na króla Polski i wielkiego księcia Litwy, rozpoczął się 5 kwietnia 1573 roku i trwał do 20 maja tego roku. W okresie od śmierci ostatniego Jagiellona do elekcji Walezjusza wypracowano sposób wyboru nowego monarchy Rzeczypospolitej, a zmiany ustrojowe zapoczątkowane podczas tego bezkrólewia przetrwały do reform przeprowadzonych w czasach Stanisława Augusta Poniatowskiego.

## Pierwsza faza bezkrólewia
Śmierć Zygmunta Augusta 7 lipca 1572 roku, prawdopodobnie spowodowana gruźlicą, nie była zaskoczeniem dla elit Rzeczypospolitej, gdyż stan króla pogarszał się stale od wiosny 1572 roku. Mimo to bezpotomna śmierć monarchy wywołała wśród mieszkańców nastroje katastroficzne. Ponieważ urzędy centralne oraz sądy sprawowały władzę w imieniu króla obawiano się anarchii, tym bardziej, że nie istniało żadne ustawodawstwo regulujące sprawy elekcji nowego monarchy. Sytuację polityczną pogarszały spory do jakich doszło w ostatnich latach panowania Zygmunta Augusta. Magnateria Korony i Wielkiego Księstwa Litewskiego skłócona była o postanowienia unii lubelskiej. Litwini żądali rewizji umowy i powrotu województw kijowskiego i bracławskiego oraz Podlasia i Wołynia do Księstwa. Silne nadal były spory między ruchem egzekucyjnym a magnaterią oraz katolikami i protestantami. Narastał też antagonizm między Wielkopolską a Małopolską.

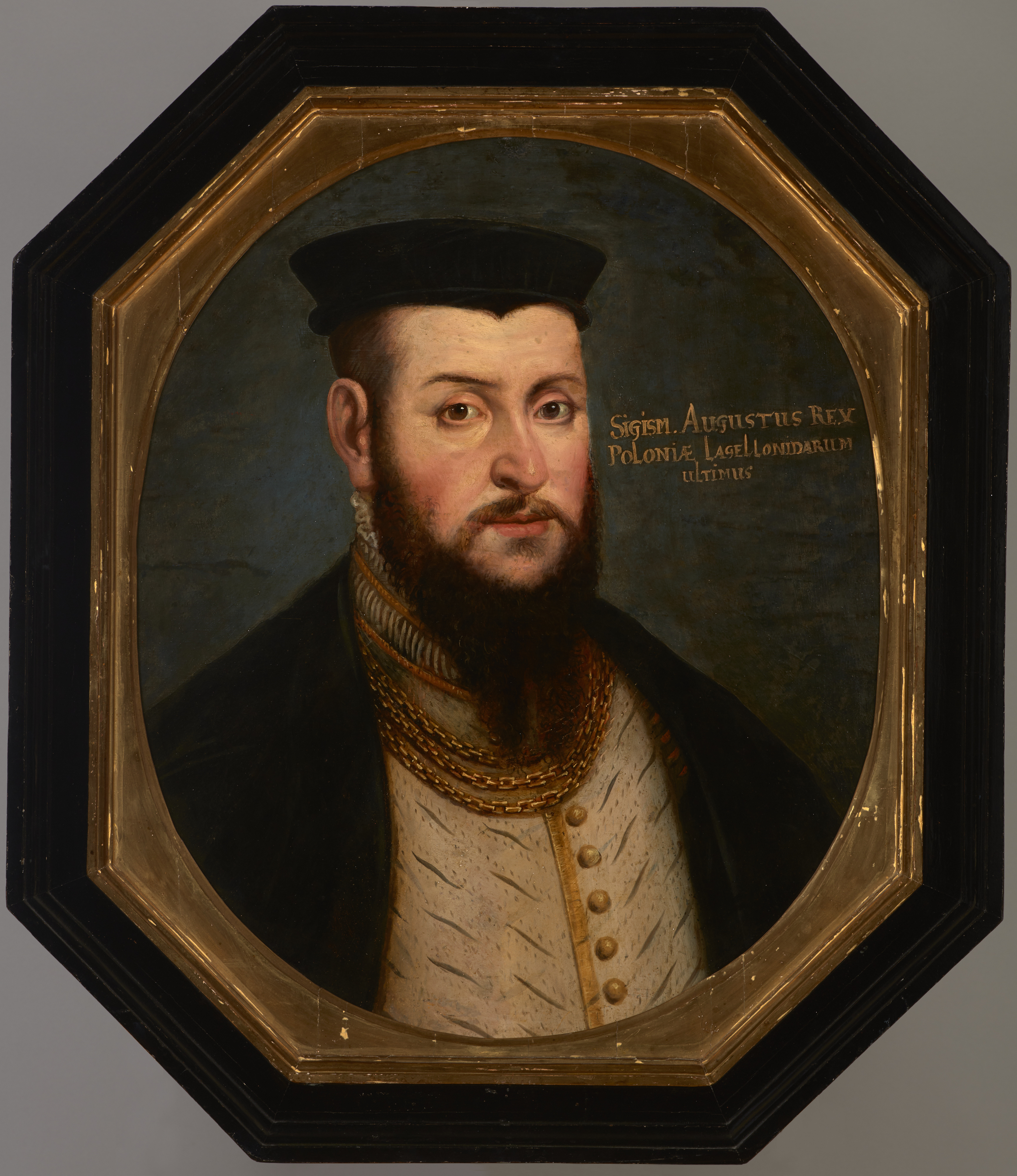
Zygmunt II August (malowidło Marcina Ostrowskiego)

Jeszcze przed śmiercią Zygmunta Augusta, na wieść o pogarszającym się stanie zdrowia króla, wielkopolscy senatorowie katoliccy zdecydowali na zjeździe w Łowiczu, że władzę podczas interregnum sprawować powinien najwyższy rangą senator – prymas Polski, czyli arcybiskup gnieźnieński Jakub Uchański. Jednocześnie powstał drugi ośrodek wokół wojewody i starosty krakowskiego oraz marszałka wielkiego koronnego Jana Firleja. Jako nieformalny przywódca kalwinów uważał, że to on powinien sprawować godność interrexa podczas bezkrólewia. Decyzję zjazdu w Łowiczu odrzuciła na sejmikach szlachta kujawska i wielkopolska, zaś obóz Firleja został osłabiony przez wojewodę sandomierskiego, protestanta Piotra Zborowskiego, który nie poparł kalwina Firleja. Między senatorami wielkopolskimi a małopolskimi zarysowała się różnica poglądów co do sposobu przeprowadzenia elekcji. O ile senatorowie małopolscy (głównie Piotr Zborowski) postulowali elekcję viritim, czyli wybór króla przez powszechny zjazd całej szlachty Rzeczypospolitej, to senatorowie wielkopolscy uważali, że ta metoda może jedynie spowodować zamęt i dopuszczali wybór króla przez reprezentantów. Elekcje viritim popierali magnaci Jan Zamoyski i Mikołaj Sienicki.
Na wieść o śmierci króla również szlachta zaczęła organizować się. Zjazdy szlacheckie przekształcano w konfederacje generalne, które wkrótce objęły siecią cały kraj, zapewniając bezpieczeństwo wewnętrzne i zewnętrzne. Sprawy sądownicze przejęły tak zwane sądy kapturowe, rozstrzygające głównie sprawy o charakterze kryminalnym. O znacznym zaangażowaniu szlachty w sprawy publiczne Rzeczypospolitej może świadczyć fakt, że tylko w Koronie wiadomo o 16 lokalnych i wojewódzkich zjazdach, choć na pewno było ich więcej. Pod presją szlachty, która domagała się zjazdu całego senatu zorganizowano w Kaskach spotkanie dostojników zarówno wielkopolskich, jak i małopolskich. Wspólnie zdecydowano o zwołaniu specjalnego sejmu konwokacyjnego do Warszawy, który miałby ustanowić porządek przyszłej elekcji oraz zająć się sprawami bieżącymi: zabezpieczeniem granic, polityką zagraniczną w okresie bezkrólewia oraz sprawami finansowymi państwa.
W pierwszej fazie bezkrólewia pomimo dużych różnic dzielących powstałe obozy polityczne sprawa kandydatów na króla była drugorzędna. W okresie tym nie roztrząsano personalnych kandydatur do tronu, lecz skupiono się na stworzeniu prawa elekcyjnego i zapełnieniu luk w ustawodawstwie Rzeczypospolitej, tak by nowo obranego monarchę postawić przed istniejącym już systemem przepisów, który uniemożliwiłby królowi sprawowania funkcji nadrzędnej względem prawa.

## Sejm konwokacyjny

Akt konfederacji warszawskiej

Sejm konwokacyjny rozpoczął obrady 6 stycznia 1573 roku. Szlachta pojawiła się na nim, choć wysuwała zarzut, że sejm zwołany przez senatorów, a nie może mieć uprawnień (w porządku prawnym Rzeczypospolitej jedyną osobą, która mogła zwołać sejm, był król). Aby uchronić się przed wpływem senatu nie powołano marszałka, a obradom co dzień przewodniczył poseł z innego województwa. Konwokacja przekształciła się w konfederację generalną na której decyzję podejmowano większością głosów. Na sejmie ustalono datę elekcji, zatwierdzono i ujednolicono organizację sądów kapturowych oraz nałożono podatki. Zdecydowano, że w wyborze monarchy udział mógł wziąć każdy szlachcic, ale nie miał obowiązku stawienia się na elekcję. Zwycięstwem obozu katolickiego było ustalenie miejsca elekcji, która miała odbyć się pod Warszawą na Mazowszu, gdzie zdecydowanie dominowała szlachta katolicka. W celu zachowania pokoju religijnego w Rzeczypospolitej zredagowano akt konfederacji warszawskiej. Dokument gwarantował wolność wyznania, zobowiązywał do powstrzymywania się od prześladowań z powodu różnic wyznaniowych. Był to kompromis, który miał zapewnić sprawne przeprowadzenie elekcji. Na sejmie konwokacyjnym nie pojawiła się szlachta litewska (w Wielkim Księstwie Litewskim nie zwołano sejmików przedkonwokacyjnych), tylko wysłani przez senatorów litewskich obserwatorzy. Wysunięto znane już postulaty powrotu do Księstwa inkorporowanych przez Koronę ziem, jednak niebezpieczeństwo zerwania unii lubelskiej hamowane było przez zagrożenie ze strony Iwana IV.

## Kandydaci

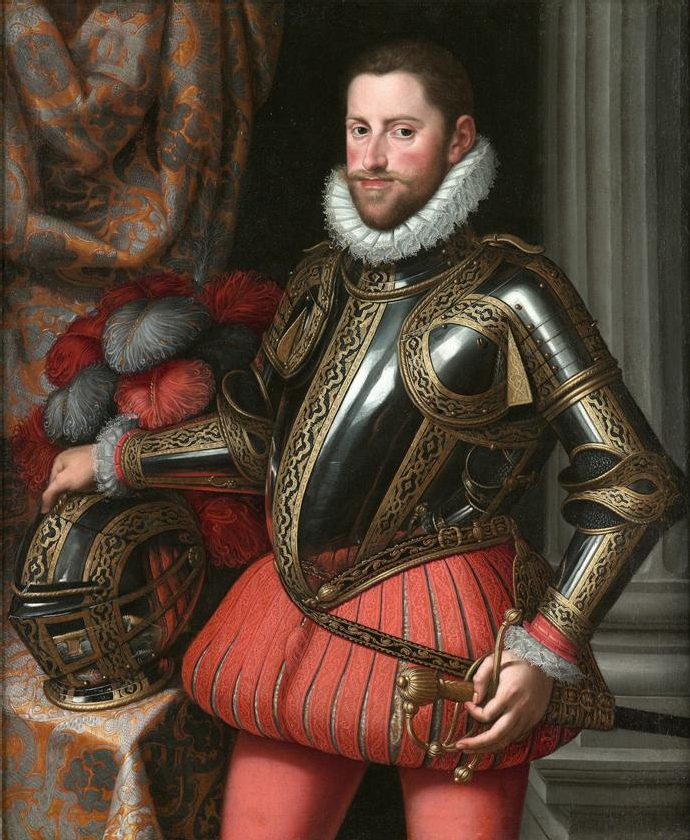
Ernest Habsburg (malowidło Martina Roty)

Najpoważniejszym kandydatem do objęcia tronu Rzeczypospolitej w okresie przedelekcyjnym oraz w pierwszej fazie sejmu elekcyjnego był Ernest Habsburg. Cieszył się on poparciem prymasa Uchańskiego oraz możnowładztwa katolickiego. Sprzyjały tej kandydaturze dobre stosunki między Rzecząpospolitą a Cesarstwem po zaprzestaniu przez Zygmunta Augusta rywalizacji o wpływy w Czechach i na Węgrzech. Szlachta jednak obawiała się sprawdzonej przez Habsburgów w swoich krajach, metody rządów opartych na arystokracji, z ograniczeniem reprezentacji stanowej, gdzie nad integralnością terytorialną państwa górowała polityka dynastyczna. Obawiano się porozumienia habsbursko-moskiewskiego w celu pozyskania sojusznika do wojen z Turcją, a kosztem oddania Rurykowiczom ziem ruskich. Duży niepokój kandydatura ta wzbudzała u protestantów, którzy obawiali się ograniczenia tolerancji religijnej oraz utraty swoich swobód politycznych i wyznaniowych.
Wielu zwolenników w obozie protestanckim miała kandydatura szwedzka w osobie króla Jana III Wazy, męża Katarzyny Jagiellonki. Powoływano się na tradycję dynastii jagiellońskiej, zasiadającej na tronie polskim od 1386 roku, a Waza, choć po kądzieli, miał tę tradycję kontynuować. Kandydatura ta ze względu na protestanckie wyznanie króla szwedzkiego nie miała dużych szans, zwłaszcza że istniejące w Szwecji ustawodawstwo nie pozwalało monarsze przebywać poza państwem. Syna Jana III i Katarzynki Jagiellonki, wychowanego w wierze katolickiej Zygmunta III Wazy, nie wymieniano w gronie kandydatów ze względu na jego niepełnoletniość.
Jeszcze za życia Zygmunta Augusta pojawiały się propozycje wyboru Piasta, księcia brzesko-legnickiego Fryderyka III, jednak ten zmarł w 1570 roku, a jego syn Henryk XI ze względu na utracjuszowski styl życia nie był brany pod uwagę. Wybór zaś króla Piasta, czyli obywatela Rzeczypospolitej był na tyle ryzykowny, że z powodu zazdrości, wzorem Węgier (elekcja Jana Zapolyi) mogłaby wybuchnąć wojna domowa.

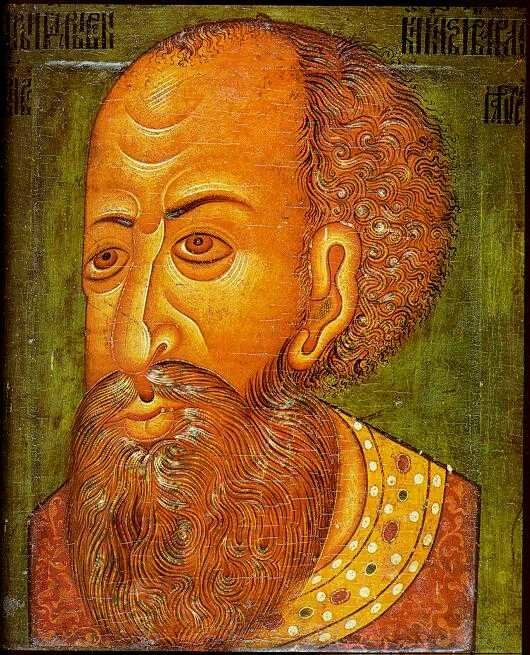
Iwan IV Groźny, autor nieznany

Poważnym kandydatem do tronu Rzeczypospolitej był car moskiewski Iwan IV Groźny albo jego młodszy syn Fiodor Iwanowicz. Mimo powszechnie znanych skłonności sadystycznych cara oraz wiedzy o okrucieństwach opriczniny, kandydaturę wysuniętą przez zjazdy litewskie popierali Radziwiłłowie oraz liczna szlachta koronna. W obiorze Iwana IV na króla Rzeczypospolitej widziano możliwość zakończenia nieustannych konfliktów granicznych. Sposób, w jaki car rozprawił się z bojarami, mógł podobać się polskiej szlachcie, zaangażowanej w ruch egzekucyjny. Powszechnie uważano, że o ile król Habsburg może jedynie uszczuplić praw szlachcie, to z królem Rurykowiczem istniała szansa poszerzenia praw i przywilejów. Nie obawiano się przy tym uprzywilejowania religii prawosławnej i prześladowania innowierców.
Sam car, choć przyjmował poselstwa litewskie, nie był zainteresowany tronem ani dla siebie ani dla swojego syna. Chociaż gwarantował prawa i wolności szlacheckie to wysunął żądania nie do przyjęcia: inkorporację do państwa moskiewskiego terytoriów Wielkiego Księstwa Litewskiego aż po Dźwinę oraz połączenie Polski, Litwy i Moskwy w jeden organizm polityczny z dziedzicznym tronem. Ostatecznie kandydatura upadła, gdy na sejm elekcyjny car nie wysłał żadnego poselstwa. Poparcie Radziwiłłów dla cara w było zapewne wynikiem gry politycznej, mającej na celu ograniczenie ryzyka najazdu moskiewskiego na Wielkie Księstwo Litewskie w okresie bezkrólewia.

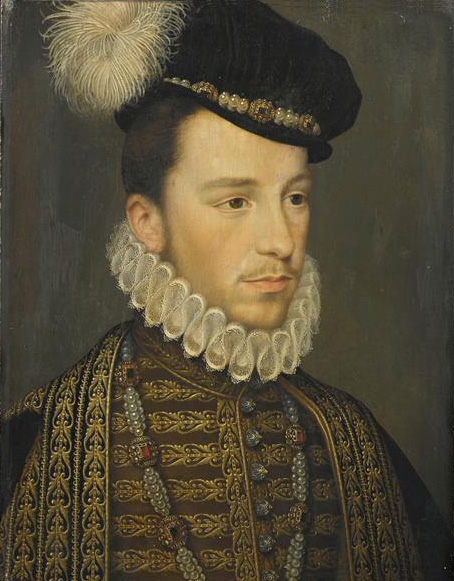
Henryk Walezy (malowidło przypisywane Jeanowi de Court)

Kolejnym z liczących się rozwiązań był wybór Henryka Walezego, brata króla Francji Karola IX. Kandydatura Henryka do tronu Rzeczypospolitej pojawiała się jeszcze za życia króla Zygmunta Augusta. W 1566 roku zwrócił uwagę na taką możliwość Katarzynie Medycejskiej, matce Walezego, przebywający na dworze francuskim karzeł Jan Krassowski. Dla strony francuskiej wybór Henryka na króla Polski oznaczałby zmniejszenie wpływów Habsburgów, zyskanie sojusznika w walce z domem rakuskim, korzyści gospodarcze wynikające z prężnego handlu bałtyckiego, ponadto Karol IX mógł w ten sposób pozbyć się z dworu brata, którego uznawał za rywala. Dwór paryski jeszcze przed śmiercią Zygmunta Augusta wysłał półoficjalnie w misji sondażowej Jeana de Balagny, któremu udało się pozyskać przychylność rodu Zborowskich oraz kanclerza wielkiego koronnego Walentego Dembińskiego. Oficjalne poselstwo, z Jeanem de Montlukiem (biskupem francuskiej Walencji) na czele, zostało wysłane 17 sierpnia 1572 roku. Uzdolniony ambasador francuski przeprowadził dobrą akcję propagandową, której nie zaszkodziła nawet noc świętego Bartłomieja, w której królewicz Henryk odegrał niejasną rolę. Montluc, mimo rzezi hugenotów zainspirowanej przez dwór francuski wraz z Henrykiem Walezym, zdołał przedstawić kandydata francuskiego jako człowieka tolerancyjnego. Jednocześnie Francuzi agitowali w państwach Rzeszy Niemieckiej, Wenecji, Rzymie i Turcji zjednując poparcie posłów tych państw dla kandydatury Henryka. Duże znaczenie dla tej kandydatury miało poparcie udzielone przez legata papieskiego Giovanniego Commendone, który coraz bardziej irytował się intrygami stronnictwa habsburskiego inspirowanymi przez prymasa Karnkowskiego i nuncjusza apostolskiego arcybiskupa Wincentego Portico. W Rzeczypospolitej za wyborem Walezego przemawiała obawa przed silnymi rządami Habsburgów, nadzieja na powstrzymanie najazdów tatarskich ze względu na bliskie stosunki francusko-tureckie oraz możliwość poprawy sytuacji finansowej skarbu państwa dzięki bogatemu elektowi.

## Elekcja

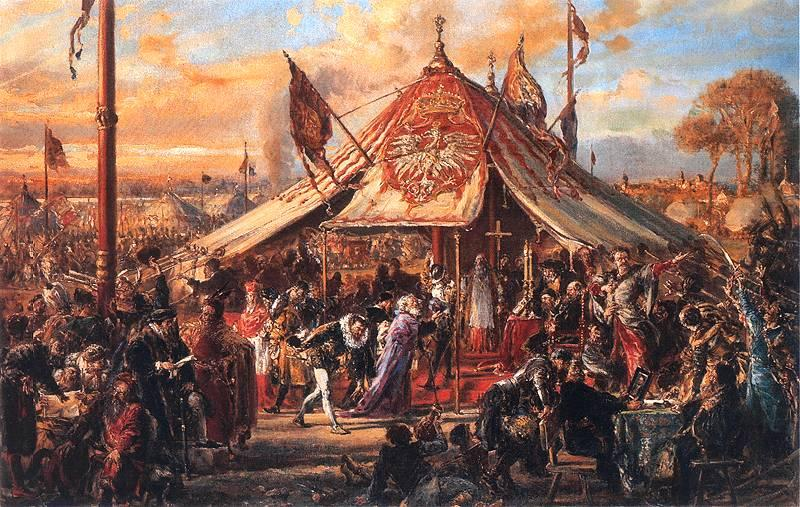
Potęga Rzeczypospolitej u zenitu. Złota Wolność. Elekcja R.P. 1573. Obraz Jana Matejki

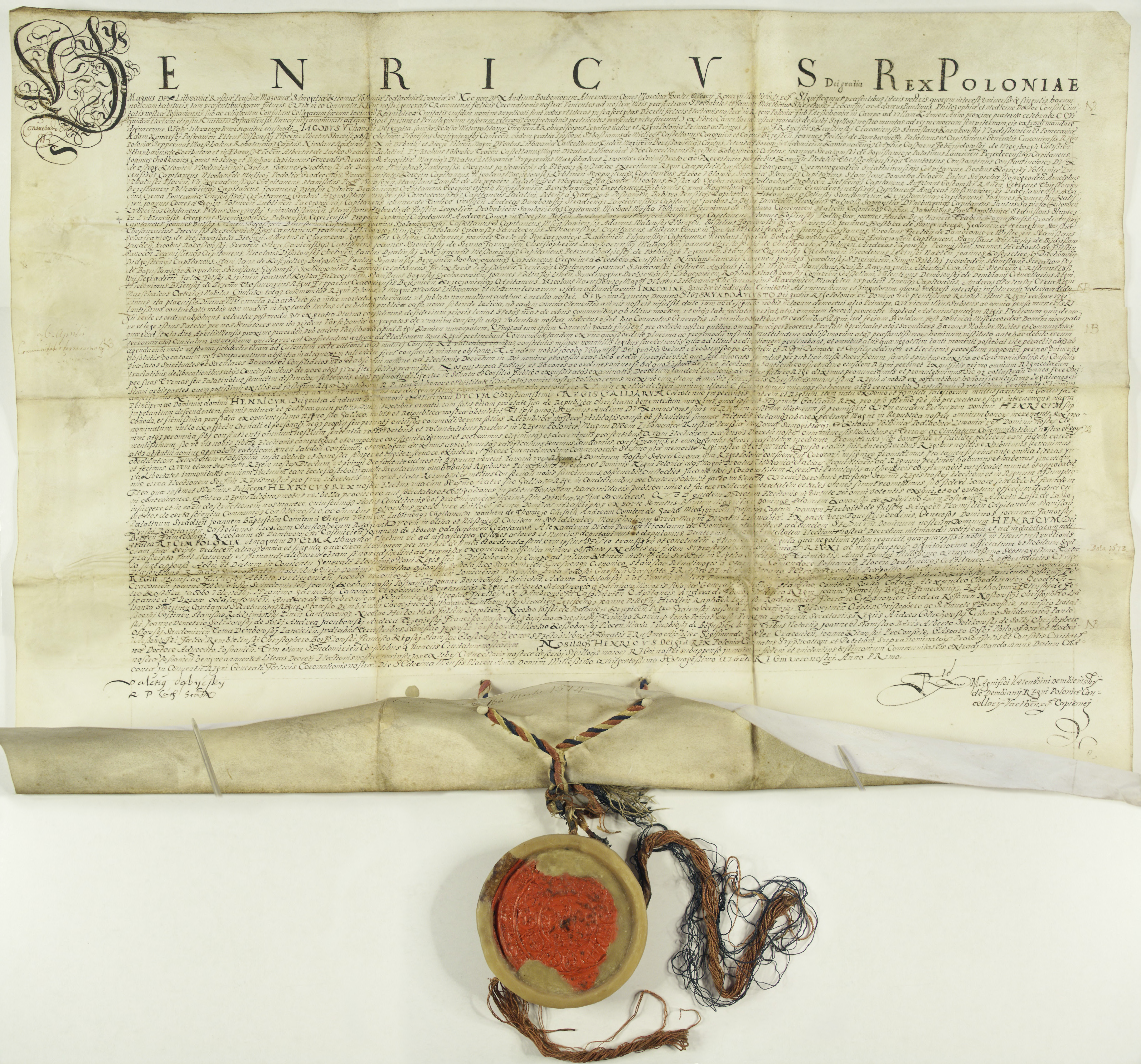
Henryk król polski daje miastu Poznaniowi odpis protokołu swojej elekcji (dokument ze zbiorów Archiwum Państwowego w Poznaniu)

Sejm elekcyjny rozpoczął obrady 5 kwietnia 1573 roku we wsi Kamień pod Warszawą. Z powodu ciężkiej, przedłużającej się zimy i utrudnień w komunikacji szlachta z prowincji znacznie oddalonych od Warszawy pojawiła się nielicznie, województwa poznańskie i kaliskie przysłało tylko swoich posłów, masowo zaś zjechała się okoliczna szlachta mazowiecka. Sejm elekcyjny obradował na placu (tak zwanym okopie, otoczonym wałem ziemnym), gdzie rozbijano szopę, czyli namiot senatorski. Wokół okopu obradowała szlachta pogrupowana według województw. Rozpatrywano kandydaturę habsburską, szwedzką, moskiewską, francuską, pruską (księcia Albrechta II Hohenzollerna) oraz, choć nie padło żadne nazwisko, kandydaturę króla Piasta. Kandydatura szwedzka przestała się liczyć po zdyskredytowaniu największego zwolennika Jana III Wazy, Jana Firleja, który na elekcję przybył z oddziałem zbrojnych i armatami, za co oskarżony był o zamiar wymuszenia wyboru siłą.
Iwan IV Groźny nie przysłał swojego poselstwa, a jego wcześniejszy postulat włączenia Litwy do Państwa Moskiewskiego zaszkodził Ernestowi Habsburgowi, gdyż zaczęły krążyć pogłoski, jakoby Wiedeń i Moskwa porozumiały się co do rozbioru Rzeczypospolitej. Kandydatura króla Piasta, głośno dyskutowana na elekcji została ośmieszona, kiedy Piotr Opaliński zaproponował na króla drobnego szlachcica spod Bydgoszczy Wawrzyńca Bandury Słupskiego. Coraz większą popularność zyskiwała kandydatura Henryka Walezego, doskonale forsowana przez posła Montluca. Podczas prezentacji kandydatów, długie, trzygodzinne przemówienie Montluca, pełne obietnic i zapewnień, spodobało się szlachcie najbardziej. Wcześniej mowa została przetłumaczona na język polski i wydrukowana liczbie 1500 egzemplarzy, które rozprowadzono wśród elektorów. Kandydatura Henryka Walezego uzyskała poparcie Anny Jagiellonki, która cieszyła się dużą sympatią licznej na elekcji szlachty Mazowieckiej. Za 100 tysięcy dukatów oraz obietnicę rewizji unii lubelskiej, Montluc kupił poparcie Radziwiłła i Chodkiewicza, czyli większości Litwinów, którzy liczyli się o tyle, że występowali dość solidarnie i groźbą zerwania unii mogli szantażować posłów z Korony.
Elekcja przeciągała się ze względu na wiele spraw, które nie dotyczyły wyboru króla: między innymi wysłuchano poselstw państw ościennych, które nie zgłaszały kandydatur, rozpatrywano sprawy finansowe i wojskowe, sprawę królewszczyzn przyznanym Polakom, a zagarniętych przez Niemców w Prusach Królewskich. Na początku maja szlachta mazowiecka zaczęła naciskać na prymasa, by ten natychmiast rozpoczął elekcję, grożąc, że odłączy się od reszty i samodzielnie rozpocznie głosowanie. 3 maja rozpoczęto „kreskowanie” w poszczególnych województwach, czyli skupionych wokół okopu obozach. Zbieranie głosów trwało do 9 maja i wykazało, że kandydatura francuska zdobyła znaczną przewagę (22 województwa przeciwko 10). Dzień później przeciwnicy wyboru Henryka Walezego skupieni wokół Jana Firleja opuścili pole elekcyjne i oddalili się do Grochowa. Aby nie doprowadzić do secesji i podwójnej elekcji, do Grochowian, jak nazywano przeciwników wyboru Walezego wysłano Piotra Zborowskiego. Kompromis i zgoda na elekcję Francuza miała nastąpić po zaakceptowaniu przez zgromadzenie oraz poselstwo Walezego punktów dotyczących pokoju religijnego zawartych w konfederacji warszawskiej. 11 maja 1573 roku prymas Uchański nominował na króla Polski i wielkiego księcia Litwy Henryka Walezego, a 16 maja, po zaprzysiężeniu przez poselstwo francuskie artykułów henrykowskich oraz paktów konwentów, marszałek wielki koronny Jan Firlej proklamował Walezego królem. Koronacja odbyła się 21 lutego 1574 roku.